# Heilig Kreuz (Schongau)

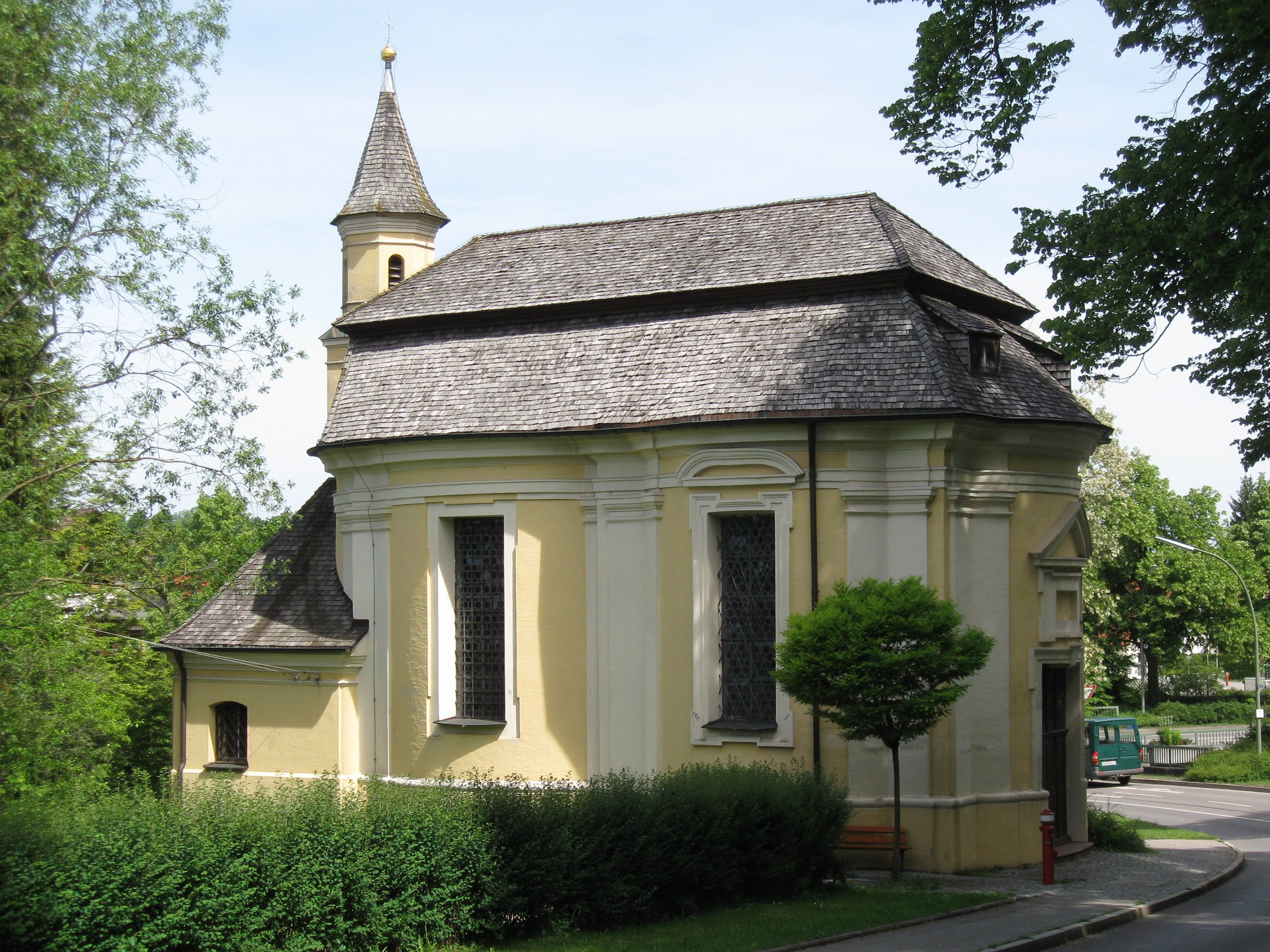
Heilig Kreuz in Schongau

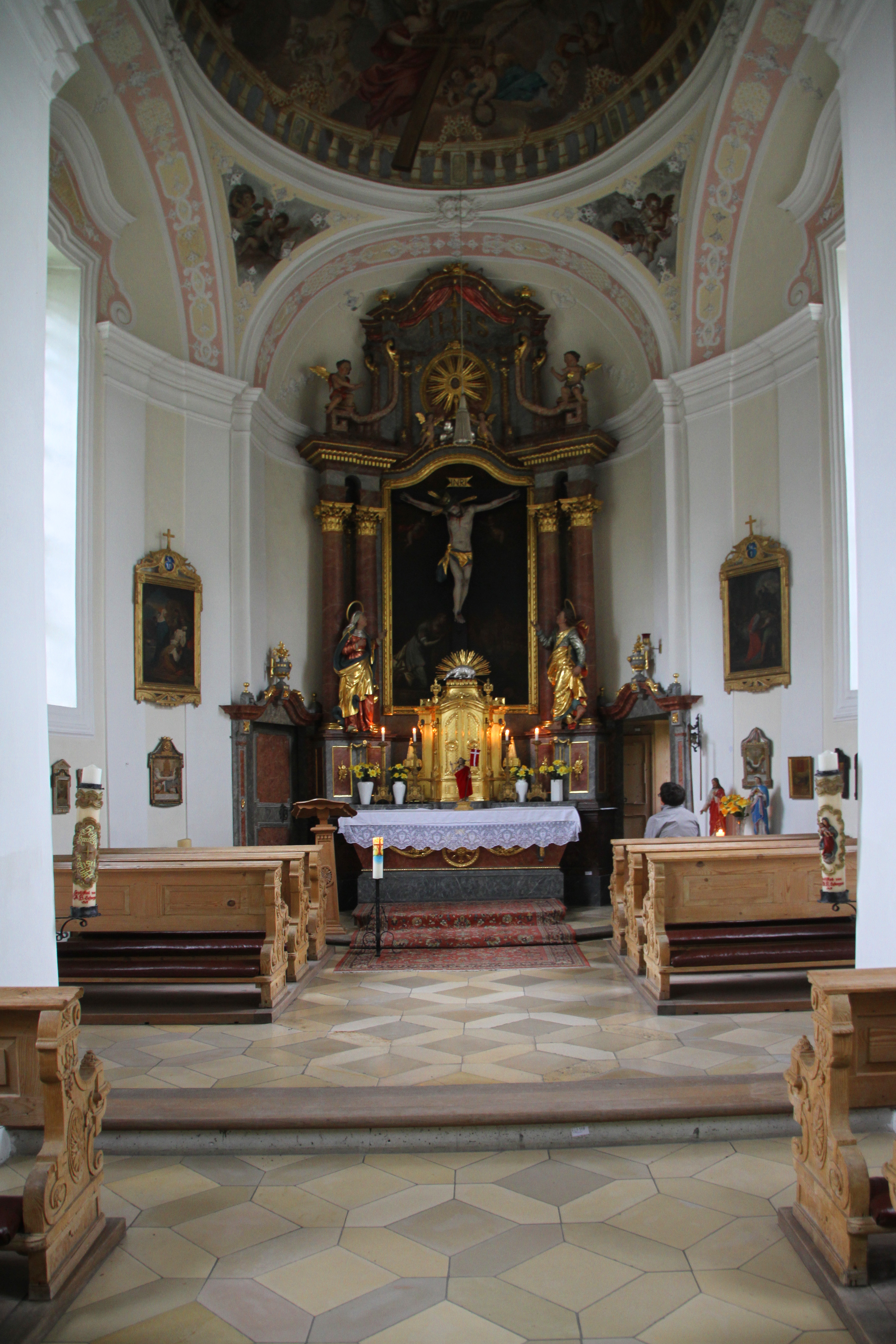
Innenansicht

Die römisch-katholische Kapelle Heilig Kreuz steht in Schongau, einer Stadt im oberbayerischen Landkreis Weilheim-Schongau. Sie ist in der Liste der Baudenkmäler in Schongau als Baudenkmal unter der Nr. D-1-90-148-2 eingetragen. Die Kirche gehört zum Dekanat Weilheim-Schongau im Bistum Augsburg.

## Geschichte und Beschreibung
Laut einer Information der Pfarreiengemeinschaft Schongau ließ der Schongauer Gerichtspfleger Johann Joachim Westacher um 1600 vor dem Schlosstor der Stadt an der Straße nach Augsburg eine kleine hölzerne Kapelle bauen und darin ein großes Bild des gekreuzigten Christus anbringen. Schon kurze Zeit später berichteten Gläubige nach der Wallfahrt zu dieser Stätte von einer wundersamen Heilung, woraufhin immer mehr Pilger zu der Kapelle kamen. Um 1660 war die Kapelle zu klein geworden und wurde erweitert, bevor in den Jahren 1690 bis 1693 anstelle der inzwischen baufällig gewordenen kleinen Holzkirche ein Gebäude aus Stein nach einem Entwurf von Johann Schmuzer erbaut wurde.
Die barocke Kapelle ist ein Zentralbau über quadratischem Grundriss mit vier Exedren. 1725 wurde sie von Joseph Schmuzer mit einem Anbau mit Mansarddach und Dachreiter nach Westen erweitert. Die Deckenmalereien im Anbau führte 1725 Johann Georg Lederer aus, renoviert wurden sie 1894. Sie zeigen Szenen und Symbole aus der Leidensgeschichte Jesu, z. B. sein Obergewand, die Martersäule, Geißeln, den Speer und den Schwamm (Joh 19,29 ), das Schweißtuch, das Veronika Jesus auf dem Kreuzweg reichte, und den Hahn, der zweimal krähte, bevor Petrus seinen Herrn dreimal verleugnete (Mk 14,72 ). Ergänzt sind diese Bilder durch Engel mit Schriftstellen zum Leiden Jesu. Das Gemälde im älteren Teil der Kapelle enthält Szenen aus dem Alten Testament, unter anderem zur kupfernen Schlange, die Mose auf Geheiß Gottes anfertigte und an einer Fahnenstange aufhängte. Jeder, der von einer echten Schlange gebissen worden war und zu ihr aufblickte, blieb am Leben.(Num 21,9 ) 
In der großen Nische im Retabel des Hochaltars von 1821 hängt vor einem von Nikolaus Augner gemalten Hintergrund ein Kruzifixus aus dem 17. Jahrhundert. Das Gemälde zeigt Maria Magdalena am Fuß des Kreuzes kniend und die Stadt Jerusalem. Seitlich der Nische vor den Säulen des Altaraufbaus stehen als Assistenzfiguren Maria, die Mutter Jesu, und der Apostel Johannes, die zu dem Gekreuzigten hochschauen und auf ihn hindeuten. Diese beiden Figuren schuf Johann Pöllandt aus Schongau 1686.